# メフメト・オザル
メフメト・オザル（Mehmet Özal、1973年10月31日-）は、トルコアンカラ出身のレスリング選手。2004年アテネオリンピックレスリンググレコローマンスタイル96kg級の銅メダリストである。
2008年北京オリンピックの開会式ではトルコ選手団の旗手を務めた。

## 実績
- オリンピック
  - 2004年アテネオリンピック　銅メダル
- 世界選手権
  - 優勝　2002年
  - 3位　2001年
- ヨーロッパ選手権
  - 優勝　2000年
  - 3位　2000年